# Strata (gastronomie)

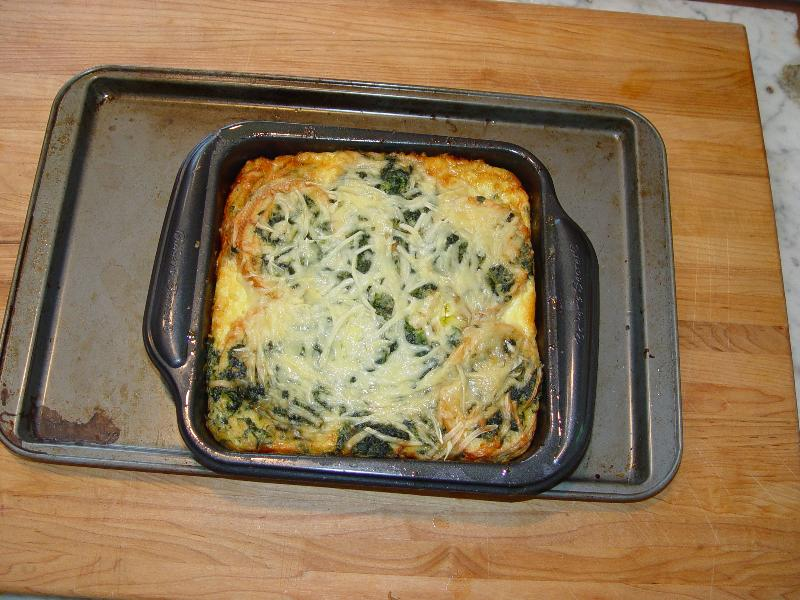
Une strata sortant du four.

La strata ou stratta est une famille de plats construits par couches successives et cuits au four, originaires d’Amérique du Nord.
La première recette connue, la cheese strata, remonte à 1902 et contient du pain, de la sauce blanche et du fromage.
La variante la plus populaire est composée de pain, d’œufs et de fromage auxquels on peut ajouter de la viande et des légumes, la farce venant en alternance avec les tranches de pain, à l’instar des lasagnes.
Une variante consiste à simplement mélanger l’ensemble des ingrédients, comme pour un pouding au pain, puis à verser des œufs battus par-dessus.
Dans tous les cas, le plat doit reposer au moins une heure avant cuisson pour permettre au pain de s’imprégner des autres ingrédients. Le plat est ensuite consommé chaud.